# Klaus-Dieter Dobat
Klaus-Dieter Dobat (* 1951) ist ein deutscher Historiker, Autor und Redakteur.

## Leben und Wirken
Klaus-Dieter Dobat studierte Geschichte, Germanistik und Politologie in Göttingen und Tübingen. Nach einer vorübergehenden Tätigkeit im höheren Schuldienst legte er 1982 seine Promotion ab. Von 1983 bis 1992 war er Redakteur des Geschichtsmagazins Damals. Dort publizierte er etliche Artikel mit den Schwerpunkten Deutschland in der Neuzeit und Geschichte Russlands, aber auch historische Abhandlungen über Musiker wie Giuseppe Tartini, Johann Sebastian Bach und Joseph Haydn.
Dobat wechselte 1993 als Redakteur zur Gießener Allgemeinen Zeitung, wo seine Schwerpunkte in den Bereichen internationale Politik, Osteuropa und historische Bücher lagen.
Klaus-Dieter Dobat ist der Autor des Werkes Musik als romantische Illusion: Eine Untersuchung zur Bedeutung der Musikvorstellung E.T.A. Hoffmanns für sein literarisches Werk.